# 山王 (大田区)

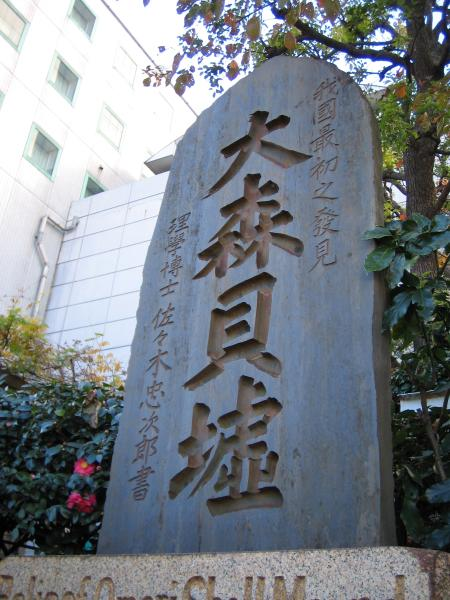
大森貝墟碑

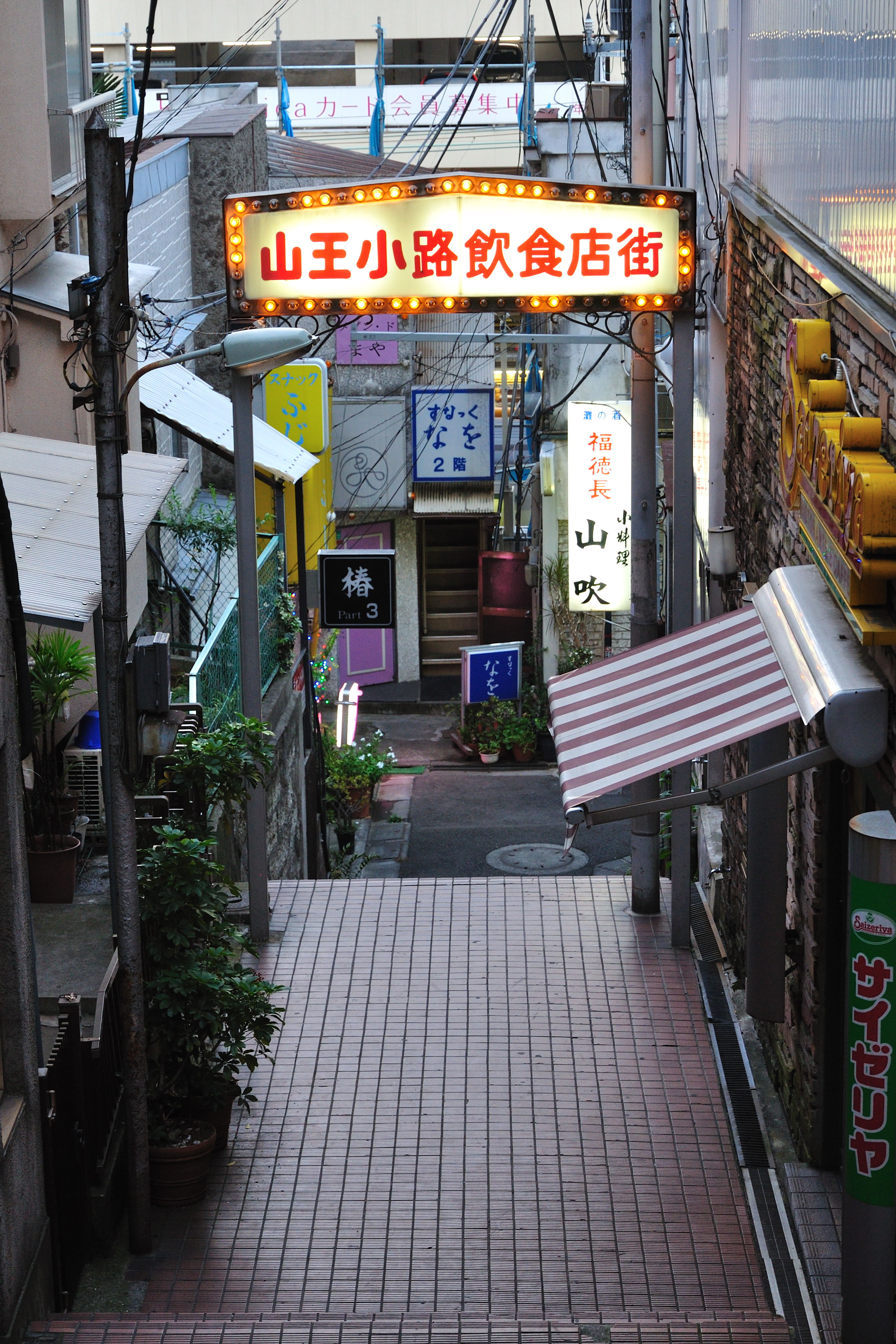
山王小路飲食店街

山王（さんのう）は、東京都大田区の町名。現行行政地名は山王一丁目から山王四丁目。住居表示実施済区域。郵便番号143-0023（集配局 : 大森郵便局）。

## 地理
東京都大田区の北東部に位置する。北辺は品川区西大井・品川区大井にそれぞれ接する。東辺はJR東海道線の線路に接し、品川区南大井・大田区大森北にそれぞれ接する。南辺は環七通りに接し、これを境に大田区中央に接する。西辺も環七通りに接し、これを境に大田区南馬込に接する。北西端は大田区東馬込に接する。なお、現在、池上通り拡幅を含めた大森駅西口再開発計画がある。
町域内を南北に池上通りが通っている。町域東部は大森駅の西口にあたり、駅周辺は商店やビルが立ち並ぶ。他に池上通りやジャーマン通りなど幹線道路沿いにはビルや商店が並んでいる、そのため多くの商店街組合が形成されている。
池上通りの裏、駅前の傾斜を下ったところにある山王小路飲食店街は、かつて雨が降ると坂を上がれないことから地獄谷と呼ばれており、昭和の香りを色濃く残す飲食店が並んでいる。高台地区は、基本的に第一種低層住居専用地域に指定されており、低層住宅地となっている。

### 地価
住宅地の地価は、2025年（令和7年）1月1日の公示地価によれば、山王2-25-20の地点で73万7000円/m2、山王3-34-3の地点で77万5000円/m2となっている。

## 歴史
山王の地名は、大森駅の北西にある大森山王日枝神社に由来する。大森山王日枝神社は、中世の頃、比叡山山嶺にある日吉大社の祭神山王権現が勧請されたことを縁起とする。
江戸時代は「平間街道（現池上通り）」沿いの宿場町として「新井宿（現在の大田区中央）」と称した。江戸時代の浮世絵師「歌川広重(安藤広重)」が「名所江戸百景」で八景坂鎧懸松という浮世絵作品を残すなど、古くから高台から海を望む景勝地として知られていた。大森駅前の山側は将軍家の御狩場で低地部は田畑となっていた。明治以降も、文化人や実業家、政治家の邸宅が並ぶ住宅地であり、1924(大正13)年第23代内閣総理大臣として組閣した清浦奎吾の邸宅のある坂は「清浦さんの坂」と坂の名に残る。
1872年（明治5年）に鉄道が開通し（新橋 - 横浜間）、大森停車場（後の大森駅）が開業（1876年）すると、多くの外国人が移り住み、開発が始まった。また、その列車に乗車していたエドワード・S・モースが隣接している品川区大井にある貝塚を発見し、現在は大森貝墟の石碑が建てられている。
1887年（明治20年）には大森八景園が開業し、京浜の新名所となる。その後、大森ホテルや望翠楼ホテルを中心に別荘地として栄えたが、1923(大正12)年の関東大震災後は安全利便な郊外住宅地として人気を博し、各界の名士が移り住んだほか、大森停車所もあり外国人も多く住んでいたことから、独逸学園が横浜より移転し（1991年閉校）、現在もジャーマン通りの名称にその名残を残す。
1889年（明治22年）に本郷より日本帝国小銃射的協会が移転し、約15,000坪の土地に射的場を建設。その後、敷地内にテニスコートを設置し、1923年（大正12年）には「大森庭球クラブ」が開設された。射的場は鶴見に移転し、敷地の過半が住宅地として分譲されたが、テニスコートは残り、「大森テニスクラブ」として存続している。
また、昭和初期には時代を代表する文学者が数多く集まり、馬込文士村の一角を形成した。
かつてのお屋敷街も現在では相続等により分割され、往時を偲ばせる洋館は年々少なくなっている。
1954年（昭和29年）5月1日、山王一丁目のうち東海道本線東側の大部分を品川区大井坂下町・大井水神町（現南大井六丁目）に編入した。
1965年（昭和40年）4月1日に住居表示が実施された。

### かつて山王に居住した著名人
- 芦田均（政治家・内閣総理大臣）
- 井上馨（政治家・元老）
- 岡崎源一（弁護士） - 住所は山王2丁目[11]。
- 尾崎士郎（作家）
- 加納久宜（政治家・子爵・実業家）
- 川島正次郎（政治家）
- 片山広子（歌人・翻訳家）
- 葛原妙子（歌人）
- 小島政二郎（作家）
- 榊山潤（作家）
- 日夏耿之介（作家）
- 広津柳浪（作家）
- 藤浦洸（作家）
- 清浦奎吾（政治家・内閣総理大臣）[7]
- 徳富蘇峰（思想家）
- 室伏高信（文芸評論家）
- 室生犀星（作家）
- 山本有三（作家・政治家）
- 和辻哲郎（哲学者）

## 世帯数と人口
2024年（令和6年）4月1日現在（東京都発表）の世帯数と人口は以下の通りである。
| 丁目       | 世帯数     | 人口     |
| ---------- | ---------- | -------- |
| 山王一丁目 | 3,052世帯  | 5,766人  |
| 山王二丁目 | 2,919世帯  | 5,662人  |
| 山王三丁目 | 3,322世帯  | 5,711人  |
| 山王四丁目 | 1,841世帯  | 3,521人  |
| 計         | 11,134世帯 | 20,660人 |

### 人口の変遷
国勢調査による人口の推移。
| 年                 | 人口   |
| ------------------ | ------ |
| 1995年（平成7年）  | 15,943 |
| 2000年（平成12年） | 16,210 |
| 2005年（平成17年） | 16,593 |
| 2010年（平成22年） | 17,429 |
| 2015年（平成27年） | 18,989 |
| 2020年（令和2年）  | 20,445 |

### 世帯数の変遷
国勢調査による世帯数の推移。
| 年                 | 世帯数 |
| ------------------ | ------ |
| 1995年（平成7年）  | 7,143  |
| 2000年（平成12年） | 7,573  |
| 2005年（平成17年） | 7,928  |
| 2010年（平成22年） | 8,654  |
| 2015年（平成27年） | 9,738  |
| 2020年（令和2年）  | 10,705 |

## 学区
区立小・中学校に通う場合、学区は以下の通りとなる（2023年3月時点）。
| 丁目       | 番地             | 小学校                   | 中学校                 |
| ---------- | ---------------- | ------------------------ | ---------------------- |
| 山王一丁目 | 45番             | 大田区立馬込第二小学校   | 大田区立馬込東中学校   |
| 山王一丁目 | 1〜44番          | 大田区立山王小学校       | 大田区立大森第三中学校 |
| 山王二丁目 | 1〜40番          | 大田区立山王小学校       | 大田区立大森第三中学校 |
| 山王二丁目 | 41〜42番         | 大田区立馬込第二小学校   | 大田区立馬込東中学校   |
| 山王三丁目 | 5〜23番 43〜45番 | 大田区立入新井第二小学校 | 大田区立大森第三中学校 |
| 山王三丁目 | 1〜4番 24〜42番  | 大田区立山王小学校       | 大田区立大森第三中学校 |
| 山王四丁目 | 1〜10番 21〜33番 | 大田区立山王小学校       | 大田区立大森第三中学校 |
| 山王四丁目 | 11〜20番         | 大田区立馬込第二小学校   | 大田区立馬込東中学校   |

## 事業所
2021年（令和3年）現在の経済センサス調査による事業所数と従業員数は以下の通りである。
| 丁目       | 事業所数  | 従業員数 |
| ---------- | --------- | -------- |
| 山王一丁目 | 171事業所 | 1,231人  |
| 山王二丁目 | 449事業所 | 3,688人  |
| 山王三丁目 | 254事業所 | 2,390人  |
| 山王四丁目 | 83事業所  | 475人    |
| 計         | 957事業所 | 7,784人  |

### 事業者数の変遷
経済センサスによる事業所数の推移。
| 年                 | 事業者数 |
| ------------------ | -------- |
| 2016年（平成28年） | 907      |
| 2021年（令和3年）  | 957      |

### 従業員数の変遷
経済センサスによる従業員数の推移。
| 年                 | 従業員数 |
| ------------------ | -------- |
| 2016年（平成28年） | 7,259    |
| 2021年（令和3年）  | 7,784    |

## 交通
町域東部に京浜東北線大森駅がある（大森北に所在）。他に、大森駅から各方面通じているバス路線の利用もある。

## 施設
- 大田区立山王小学校（旧井上馨邸）
- 大田区立山王保育園
- マミフラワーデザインスクール（マミ会館）
- 日本芸術専門学校
- 大森テニスクラブ（旧大森射的場）
- 山王草堂記念館
- 大田区立蘇峰公園
- 尾崎士郎記念館
- 大森貝墟碑
- 成田山大森不動尊
- 日枝神社（地名の由来になっている[22]）
- 天祖神社
- 熊野神社
- 厳島神社（俗に小町弁天と呼ばれている）
- 善慶寺
- 円能寺
- 義民六人衆の墓（善慶寺内・東京都指定旧跡）
- 文士村レリーフ
- 大田区立弁天池児童遊園
- 大田区立山王花清水公園
- 大田区立山王公園
- 大田区立山王会館
- 山王オーディアム（コンサートホール）
- 大森郵便局
- 中島記念会大森山王病院
- 山王小路飲食店街（通称：地獄谷）
- カドヤ食品
- MEGAドン・キホーテ大森山王店[23]
- オオゼキ大森駅前店

### かつて存在した施設
- 大森射的場（現：大森テニスクラブ）（1889年 - 1937年）
- 望翠楼ホテル（1912年 - 1922年）- 横浜の生糸問屋若尾幾太郎が経営、文人の社交場だった[24]。
- 大森ホテル[25]（現：山王公園）（1922年 - 1965年）
- 三喜旅館
- 八景園（遊園地）（1884年 - 1922年）
- 富岡美術館（- 2004年）
- ドイツ学園（1925年 - 1991年）
- ILO東京支局（望翠楼ホテル内）
- 大日本果汁株式会社（現：ニッカウヰスキー）本店（1934年 - 1935年）- 設立時の最初の本店登記がされた[26][27][28]。
- 京成百貨店（1973年 - 1981年）
- ホテルモントレ山王（1986年 - 2011年） - ホテルモントレ1号館。Montereyは、スペイン語でmonte〈モント〉が「山」、rey〈レ、レー〉が「王」。
- 内外無線電機工業（家電量販店）（？年 - 2004年）